# Figen
 Denne artikel omhandler planteslægten Figen (Ficus). Opslagsordet har også en anden betydning, se figen (frugt).
Figen (Ficus) er en slægt med ca. 800 arter, som er udbredt i alle tropiske egne med enkelte i varmt tempererede områder. Det er træagtige lianer, buske og træer med hvid mælkesaft. Bladene er for det meste enkle, tilsyneladende med ét akselblad, som dog i virkeligheden er to sammenvoksede. Dette sammenvoksede akselblad beskytter knoppen og tabes, når bladet springer ud. Blomsterne er enkønnede, og der findes både enbo- og tveboarter. Blomsterstanden består af et stort antal blomster, der er nedsænket i et krukkeformet væv. Frugterne indeholder talrige frø, som er små nødder. Her omtales kun de arter, som er økonomisk betydningsfulde i Danmark.
| Arter |

- Almindelig figen (Ficus carica)
- Birkefigen (Ficus benjamina)
- Buddhafigen (Ficus religiosa)
- Celebesfigen (Ficus celebensis)
- Gummifigen (Ficus elastica)
- Hængefigen (Ficus pumila)
- Indisk figen (Ficus benghalensis)
- Laurbærfigen (Ficus microcarpa)
- Mistelfigen (Ficus deltoidea)
- Morbærfigen (Ficus sycomorus)
- Natalfigen (Ficus natalensis)
- Rustfigen (Ficus rubiginosa)
- Storbladet figen (Ficus macrophylla)
- Violinfigen (Ficus lyrata)